# Château de Čakovec
Le Château de Čakovec est un  château situé dans la ville de Čakovec au nord de la Croatie.

## Situation
Il est situé dans le Parc Zrinski (en), non loin du centre de la ville. Il a été construit au XIIIe siècle par le comte Dimitrius Csáky. Il a ensuite été la propriété de nombreuses familles dont la maison des Lacković et les comtes de Celje (en).

## Historique
Le château est la plus importante fortification du Comitat de Međimurje. Il a été le théâtre de la Conjuration des Magnats, un événement important de l'histoire de la Croatie. Le bâtiment principal accueille aujourd'hui un musée, le site sert également de scène à des représentations théâtrales l'été.

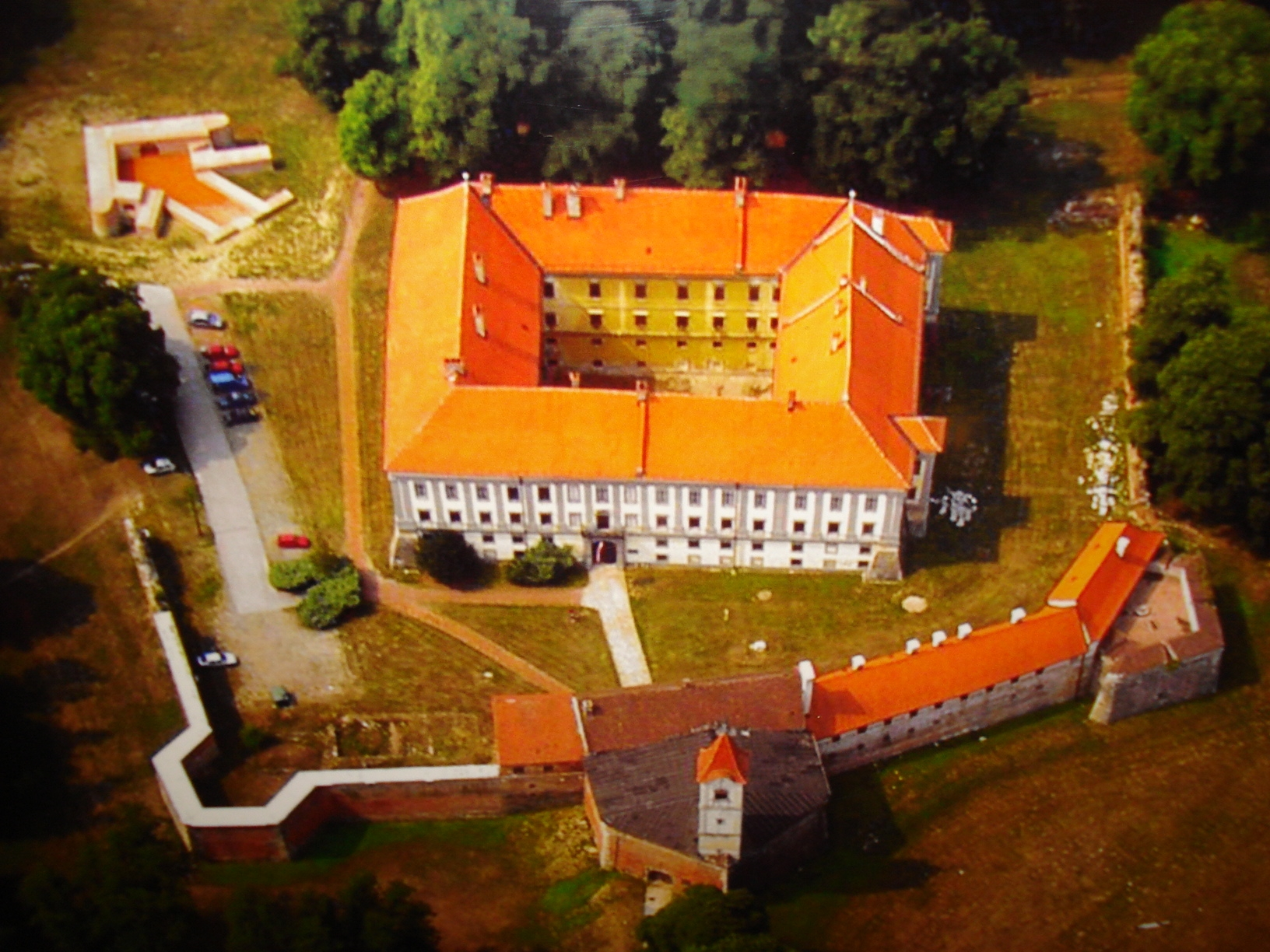
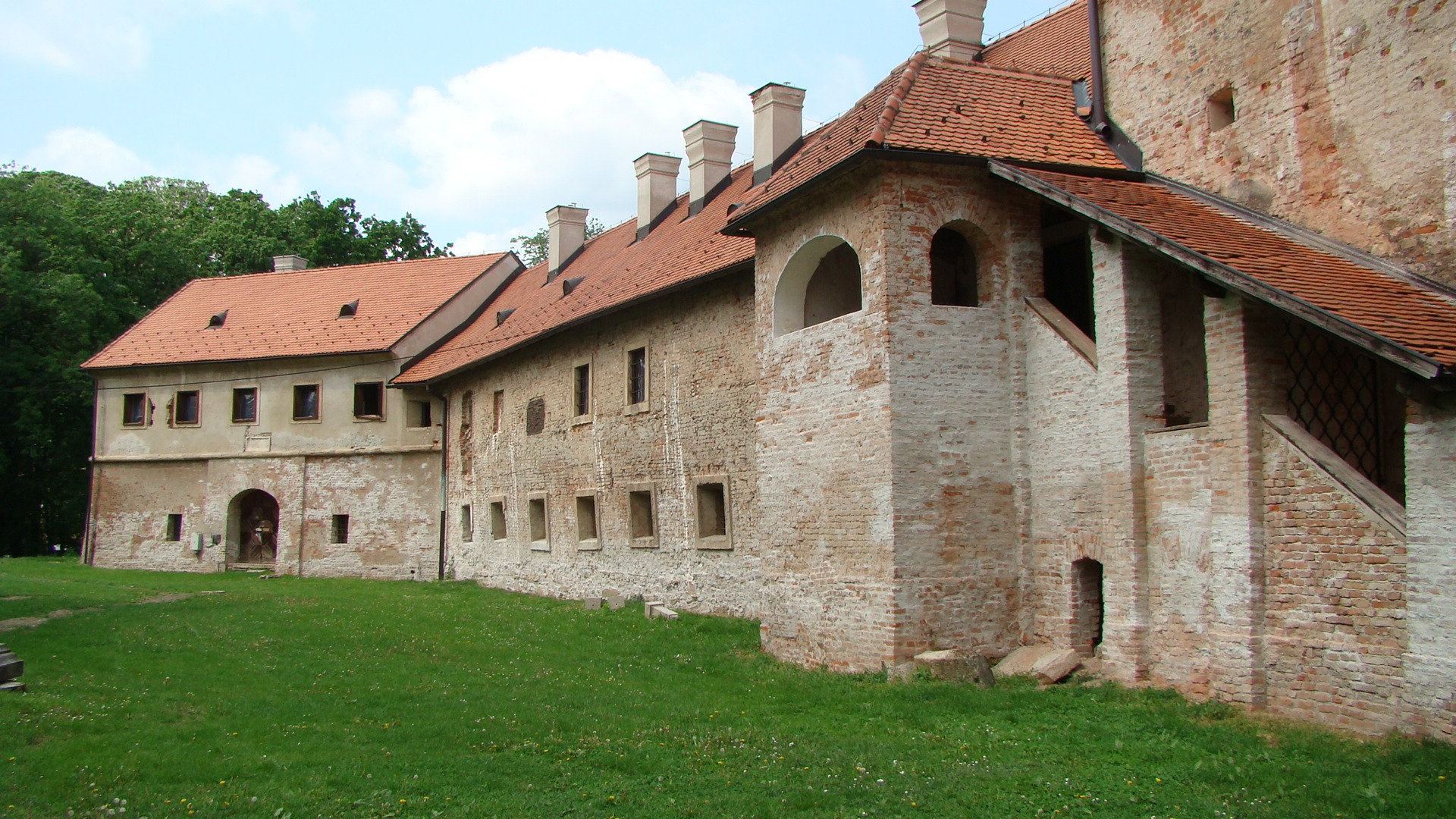
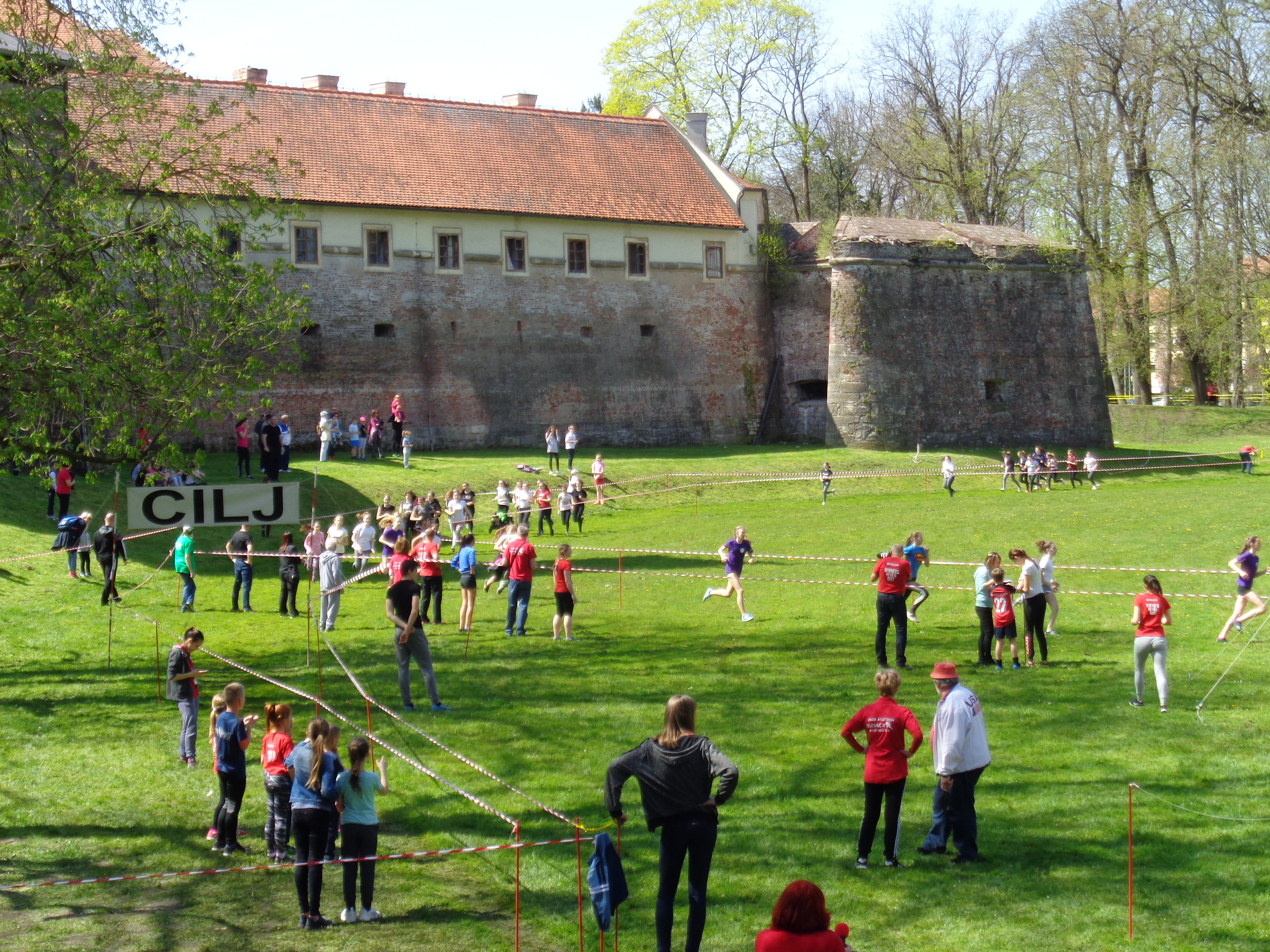
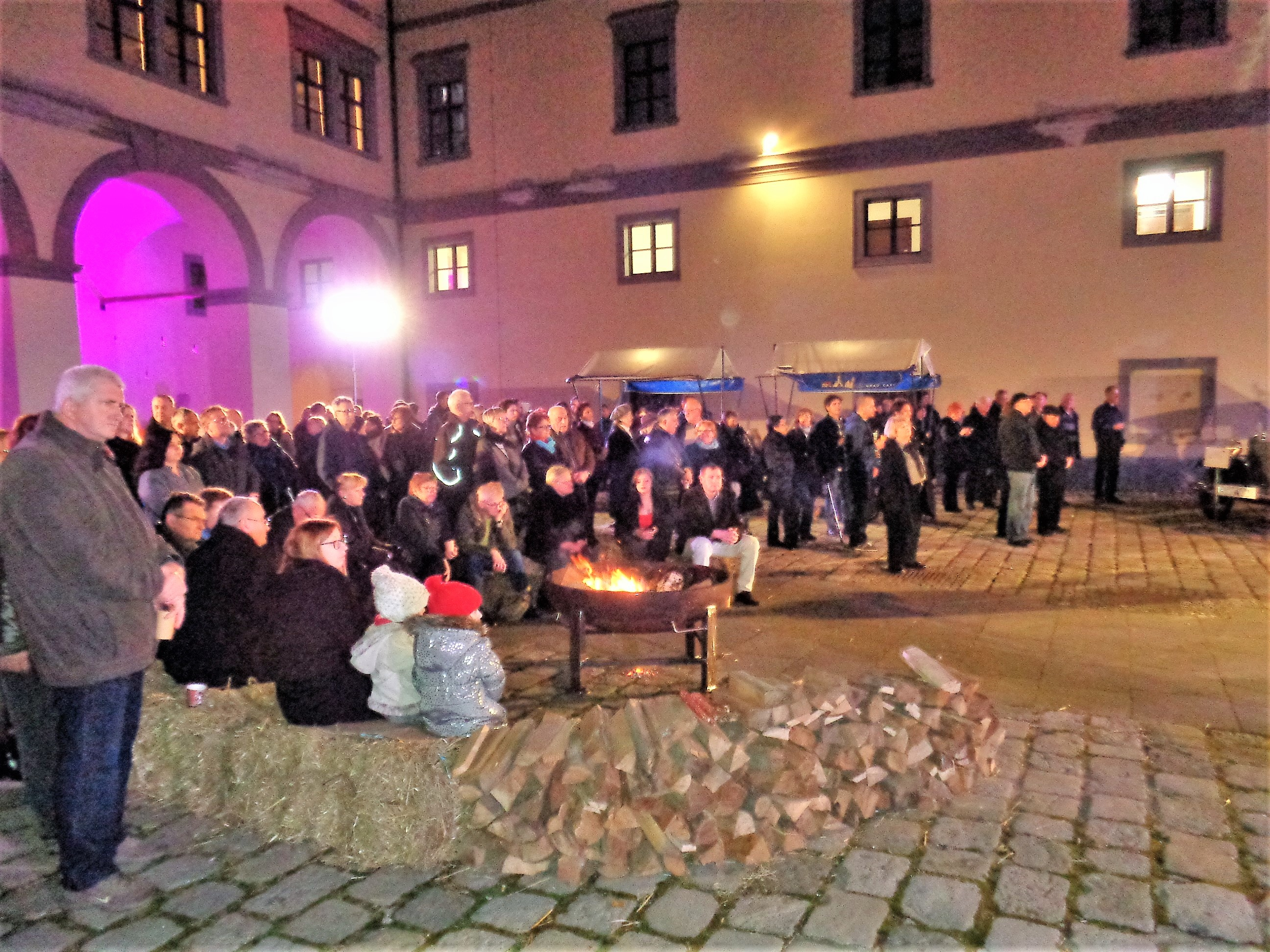
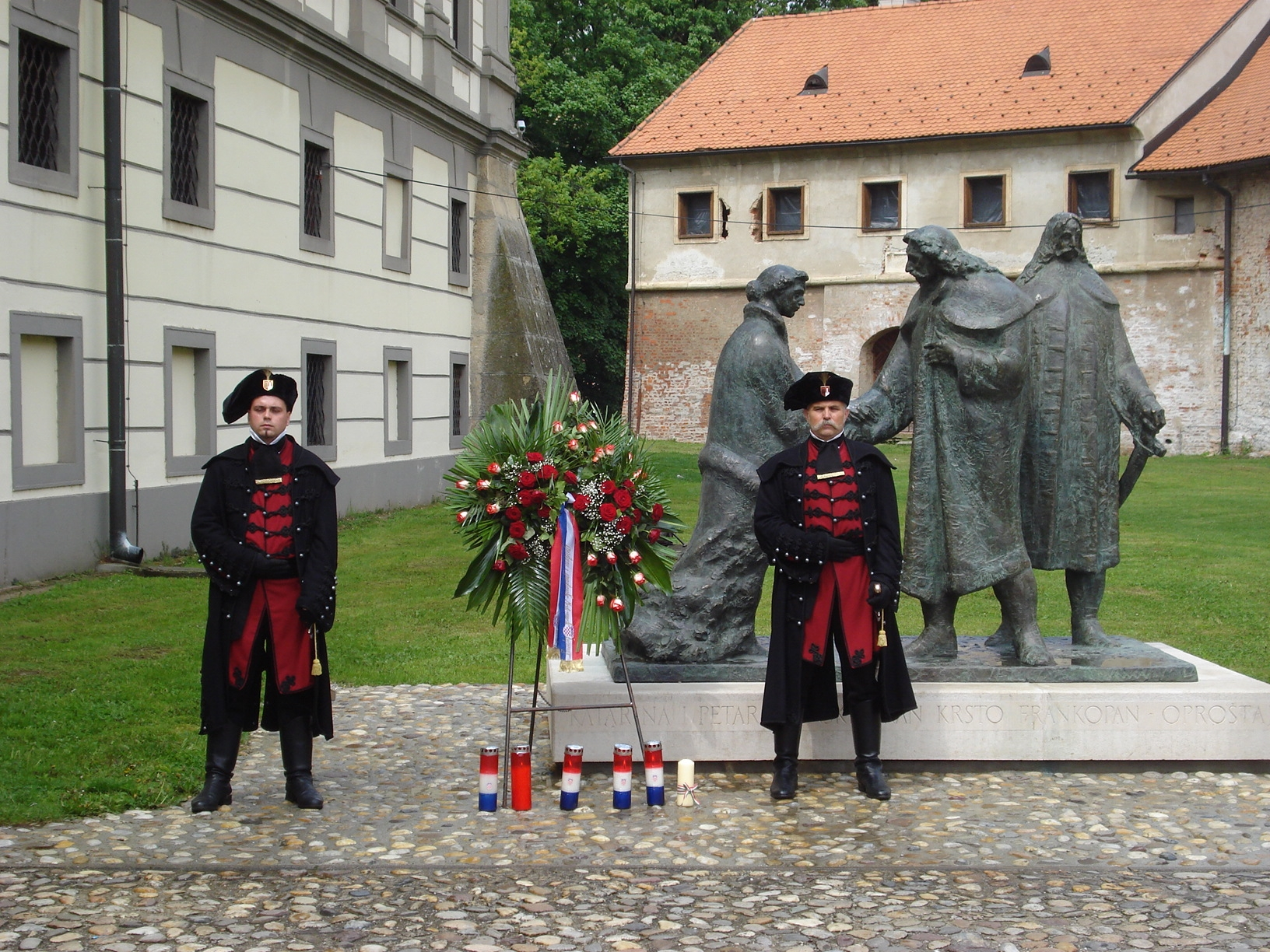